# Castiglione del Genovesi
Castiglione del Genovesi község (comune) Olaszország Campania régiójában, Salerno megyében.

## Fekvése
A Monte Monna o Cerreta (1196 m) déli lejtőin fekszik. Határai: Baronissi, Fisciano, Giffoni Sei Casali, Salerno, San Cipriano Picentino és San Mango Piemonte.

## Története
A települést valószínűleg az i. e. 3 században a picentinusok alapították, akiket a rómaiak fokozatosan kiszorítottak északabbra fekvő területeikről. Első írásos említése 877-ből származik, amikor Salerno városához tartozott. In locum castelione néven ismerték. 1294-ben a Domnomusco fivéreknek ajándékozta a nápolyi király, így önálló feudummá vált. 1806-ig különböző befolyásos nápolyi nemesi családok birtoka volt. Nevét híres szülöttje, Antonio Genovesi filozófusról kapta. 

## Népessége
A népesség számának alakulása:

## Főbb látnivalói
- Antonio Genovesi olasz filozófus szülőháza
- Fontana di Mastrocampo - a település díszkútja